# Alchemilla albinervia
Alchemilla albinervia é uma espécie de rosácea do gênero Alchemilla, pertencente à família Rosaceae.